# لورنزو مارکیونی
لورنزو مارکیونی (انگلیسی: Lorenzo Marchionni؛ زادهٔ ۱۷ اوت ۱۹۹۴) بازیکن فوتبال اهل ایتالیا است.
از باشگاه‌هایی که در آن بازی کرده‌است می‌توان به باشگاه فوتبال آسکولی، باشگاه فوتبال مودنا، باشگاه فوتبال یوونتوس، و باشگاه فوتبال کیه‌وو ورونا اشاره کرد.